# 세세쿠시역
세세쿠시역(일본어: 瀬々串駅)은 일본 가고시마현 가고시마시에 위치한 규슈 여객철도 소속 철도역이며, 이부스키마쿠라자키 선의 정차역이다.

## 역 구조
상대식 승강장 2면 2선을 가지는 지상역이다. 역사로부터 앞쪽의 1번 플랫폼은, 하행선 열차에 사용되지만, 상행선 측에도 신호기가, 가동하고 있다. 당 역 즉시의 정기 열차는 설정되어 있지 않지만, 긴급 시에 당역에서 되풀이하는 일이 있다. 이 때문에, 이부스키마쿠라자키 선의 키하 200계의 행선지 표시판은 세세쿠시 행의 표시가 가능하게 되어 있다. 무인역이므로, 이전에는 몰탈의 역사였지만, 현재는 해체되어 간소한 역사에 다시 세워졌다.
| 플랫폼 | 노선                    | 방향   | 행선지                     |
| 1      | ■ 이부스키마쿠라자키 선 | 하행선 | 이부스키 · 마쿠라자키 방면 |
| 2      | ■ 이부스키마쿠라자키 선 | 상행선 | 가고시마 중앙 방면         |

## 역 주변
- 국도 제225호선
- 가고시마 시립 세세쿠시 중학교

## 인접 역
| 이부스키마쿠라자키 선       | 이부스키마쿠라자키 선 | 이부스키마쿠라자키 선  |
| --------------------------- | --------------------- | ---------------------- |
| 히라카와 가고시마 중앙 방면 | ■ 쾌속 "나노하나"     | 기이레 마쿠라자키 방면 |
| 히라카와 가고시마 중앙 방면 | ■ 보통                | 나카묘 마쿠라자키 방면 |